# しずりん
しずりん（7月21日 -）は日本のミュージシャン、モデル。音楽ユニット東京メルヘン倶楽部のキーボード・コーラス担当。かつて存在していたアイドルグループdropの元メンバー。
血液型A型、身長155cm。
本名および旧芸名：杉野静香（すぎのしずか）、旧芸名：月乃雫（つきのしずく）、shizuka（しずか）。

## 略歴

### 誕生～2012年
静岡県で生まれ、その後兵庫県に移り住む。2歳からピアノを習い始める。中学生と高校生の頃は演劇部で裏方作業をしていた。

### 2013年～2015年
2013年に日本ツインテール協会が出版した写真集「日本ツインテール百景」と「キミ色ツインテール」に出演する。2014年7月6日に同協会がプロデュースしたアイドルグループdropに初期メンバーとして所属、”現役音大生アイドル”として注目を集める。担当カラーは黄色。しかしながら2015年に体調を崩してしまい同年8月1日に行われた"TOKYO IDOL FESTIVAL"にて、惜しまれつつもグループを卒業する。

### 2016年～2017年
2016年にアーティスト名を月乃雫（つきのしずく）に変える。モデルとして活躍し、イベントなどにも出演する。同年8月に開催された「ミスいちご2017」では、2,000人の応募の名からグランプリである“ミスいちご”に選ばれる。

### 2018年～2020年
2018年3月の音大在学中に、JPPAピアノコンクール全国大会（大学生）で銀賞を受賞、同年夏に大阪音楽大学音楽学科ピアノ専攻を卒業する。2018年9月にAGEHA promotion にピアニストとして所属し、それに伴いアーティスト名をshizukaに変える。主な活躍として、スマートフォン用ゲーム『WAR OF THE VISIONS ファイナルファンタジー ブレイブエクスヴィアス 幻影戦争』の使用楽曲や水樹奈々の13thアルバム『CANNNONBALL RUNNING』にピアノ演奏で参加している。また、綾野ましろの楽曲『アークエンジェル』にはピアノ演奏に加えてミュージックビデオに出演している。

### 2021年～
2021年1月にAGEHA promotionを退所する。同年7月に、SNSで知り合ったボーカルのミラと音楽ユニット東京メルヘン倶楽部を結成。アーティスト名をしずりんに変える。
ユニットではキーボード、コーラス、カスタネットなどを担当している。また活動で使用する楽曲のほとんどを作曲・編曲し、作詞もミラと共に手掛ける。東京メルヘン倶楽部YouTube内で公開されている自主制作アニメ「めるらぶっ！！」では脚本とキャラクターボイスを担当。2022年6月からはバックバンドをメンバーに迎え、バンドライブ活動も始めている。
2023年2月4日には「土曜プレミアム・TEPPEN2023冬　【ピアノ＆ドラム音楽の祭典】」に初出場し、チーム五条院としてブラックビスケッツの『Timig』と宇多田ヒカルの『First Love』をピアノで演奏した。
2024年8月にはdrop時代の同期のみいらみさとのシングル「わたし幽霊」にフィーチャリングとして参加した。

## 人物
・愛称はしずりん、しじゅりん。
・ツインテールがトレードマーク。ライブではツインテールを激しく揺らしながら演奏する。髪をおろしたり別の結び方をする事もある。
・絶対音感があり、メロディを聴きとってピアノを演奏する事が出来る。
・ステージではさまざまなパフォーマンスを見せており、肘でピアノを弾く技や、”背面ピアノ”という技が出来る。
・年齢は現在非公開であり、”犬でいうと3歳”と回答している。
・エイのような笑顔（通称：エイ顔）をよく披露する。
・ハイトーンボイスの持ち主であり、動画では“幼い女の子”の声をはじめ様々な声色を披露している。またポケットモンスターシリーズのピカチュウとトゲピーの声真似をしている動画も確認できる。
・一方で東京メルヘン倶楽部の活動では、ハイトーンボイスの他にデスヴォイスを披露する事もある。
・イラストを動画や配信で時々描く。東京メルヘン倶楽部のボーカルでありイラストの仕事もするミラは「（しずりんの）イラストの才能も（私にとって）越えられない壁がある。あれは誰にも真似できない。本当にすばらしいアート」と答えている。
・モデル・タレントのしらいと親交があり、イベントにゲスト出演もしている。
・“厨二病”がテーマの1つになっている東京メルヘン倶楽部の楽曲を作詞・作曲している事もあり、時々厨二病ではないかと疑われるが、「（ミラが掲げる）“世界厨二病化計画”のお手伝いしているだけであって、自身は厨二病ではない」と度々発言している。

### 嗜好・趣味・特技
・好きなキャラクターはサンリオキャラクターのクロミ、『PUI PUI モルカー』のシロモ、『とっとこハム太郎』のリボンちゃんなど。また好きなアニメとして『HUNTER×HUNTER』『とっとこハム太郎』『FATE/ZERO』『ウマ娘 プリティーダービー』を挙げている。
・好きな映画は『ズートピア』、好きなドラマは『SP 警視庁警備部警護課第四係』。
・好きなゲームは『モンスターハンターシリーズ』、『スプラトゥーンシリーズ』など。
・好きな食べ物はマリトッツォ、生肉、シフォンケーキ、サクレのコーラ味などであり、苦手な食べ物は野菜。「土曜プレミアム・TEPPEN2023冬　【ピアノ＆ドラム音楽の祭典】」に出演した際の紹介VTRでは、両手にマリトッツォを持ちながらインタビューに答えていた。
・好きな飲み物はオロナミンCドリンク。アイドルグループ在籍時の頃から既に愛飲している。紅茶も好きであり、過去に通信教育で紅茶の資格も所得している。
・好きな衣装のブランドはoyasumi、AnkRouge、MARSなど。ライブの衣装として着る事もある。
・好きな花は向日葵。好きな香りはせっけんぽい香りか柑橘系。
・好きな色は白かピンクか水色。
・好きな動物はげっ歯類、シャチ。
・ストレス解消法は、寝る事とゲームをする事。
・小学生の頃から鉄棒が得意で現在も鉄棒を見かけると回っている。東京メルヘン倶楽部のYouTubeチャンネルにて空中前回りやプロペラ回りをする動画がアップされている。水泳も得意でシュノーケリングの経験もある。
・得意科目は国語。

### エピソード
・東京メルヘン倶楽部を結成する前から「歌が入った音楽を作りたい」と考えていた。ある日ミラの歌声を初めて聴いた時に「この人の歌声をもっとたくさんの人に届けたい」と強く思い、SNSでミラを”ナンパ”をしたのがきっかけで東京メルヘン倶楽部が結成された。
・幼稚園児の頃にムカデに刺されて以来、虫が苦手。それ以前はコオロギなどを捕まえて家に持ち帰って来る子どもだった。
・中高一貫の女子校出身。休み時間は友達と共に『うよ教』をクラスメイトたちに広める遊びをしていた。これは”オリジナルのハンドサインを用いながら言葉に『うよ』を付けて話す”ものであり、しずりんは"宣教師（うよざびえる）"として積極的に参加していた。

## 出演
dropとしての出演は「drop（アイドルグループ）」を参照。
　東京メルヘン倶楽部としての出演は「東京メルヘン倶楽部」を参照。

### テレビ
「上田と女が吠える夜」(日本テレビ、2022年4月6日)　

### ラジオ
DJ Tomoaki's Radio Show!（2016年8月18日、下北FM） - ゲスト出演 ※月乃雫名義

### ショートムービー
Lilygirl「シズクとニカ」（2017年2月2日）※月乃雫名義

### ミュージックビデオ
綾野ましろ『アークエンジェル』（2019年9月12日）　※shizuka名義

### 書籍
・『日本ツインテール百景』（2013年8月9日）マイナビ出版　※杉野静香名義
・『キミ色ツインテール』（2013年9月2日）宝島社　※杉野静香名義
・『雫童話』（2016年）　※月乃雫名義

## 参加作品
shizuka名義（ピアノ演奏）
・スマートフォン用ゲームアプリ「WAR OF THE VISIONS ファイナルファンタジー ブレイブエクスヴィアス 幻影戦争」
・綾野ましろ『アークエンジェル』（2ndアルバム「Arch Angel」収録）
・水樹奈々『カルペディエム』（13thアルバム「CANNNONBALL RUNNING」収録）
しずりん名義
・みいらみさと『わたし幽霊』（シングル楽曲）※ラップで参加